# Sladoled
Sladoled je ledeni desert sestavljen iz mleka, sladkorja, smetane in raznih dodatkov, predvsem sadja in arom. Obstaja mnogo različnih okusov, največ je sadnih.